# Kleinniedesheim
Kleinniedesheim település Németországban, Rajna-vidék-Pfalz tartományban. Lakosainak száma 954 fő (2023. december 31.).

## Népesség
A település népességének változása:
| Lakosok száma | 642  | 957  | 946  | 918  | 936  | 954  |
|               | 1975 | 2017 | 2019 | 2021 | 2022 | 2023 |